# Isidor Plugarul
Isidor Plugarul (în spaniolă Isidro Labrador; n. 1079, Madrid, Taifa of Toledo⁠(d) – d. 15 mai 1130, Madrid, Regatul Castiliei) a fost un țăran mozarab, venerat ca sfânt patron al orașului Madrid.